# Euphorbia betacea
Euphorbia betacea är en törelväxtart som beskrevs av Henri Ernest Baillon. Euphorbia betacea ingår i släktet törlar, och familjen törelväxter.
Artens utbredningsområde är Komorerna. Inga underarter finns listade i Catalogue of Life.